# Gisozi (Sektor)
Gisozi ist einer von 15 Sektoren im Distrikt Gasabo in der Hauptstadtprovinz Kigali von Ruanda.

## Geographie
Gisozi hat eine Fläche von 9,1 km² und liegt auf einer Höhe von etwa 1510 m. Der Sektor unterteilt sich in die zwei Zellen Musezero im Nordosten und Ruhango im Südwesten. Nachbarsektoren von Gisozi sind im Norden Jabana, im Osten Kinyinya, im Südosten Kacyiro, im Süden Muhima und im Westen Gatsata. Im Westen grenzt der Sektor zudem an den Fluss Nyabugogo.

## Bevölkerung
Nach der Volkszählung von 2022 betrug die Einwohnerzahl 75.611 Einwohner. Zehn Jahre zuvor waren es 44.003, was einer jährlichen Bevölkerungszunahme von 5,6 Prozent zwischen 2012 und 2022 entspricht.

## Kultur
Im Sektor befindet sich das Kigali Genocide Memorial, an dem über 250.000 Opfer des Völkermords in Ruanda bestattet wurden. 2023 wurde das Kigali Genocide Memorial gemeinsam mit drei weiteren Gedenkstätten unter der Bezeichnung Gedenkstätten des Völkermordes: Nyamata, Murambi, Gisozi und Bisesero in das UNESCO-Welterbe aufgenommen.

## Bildung

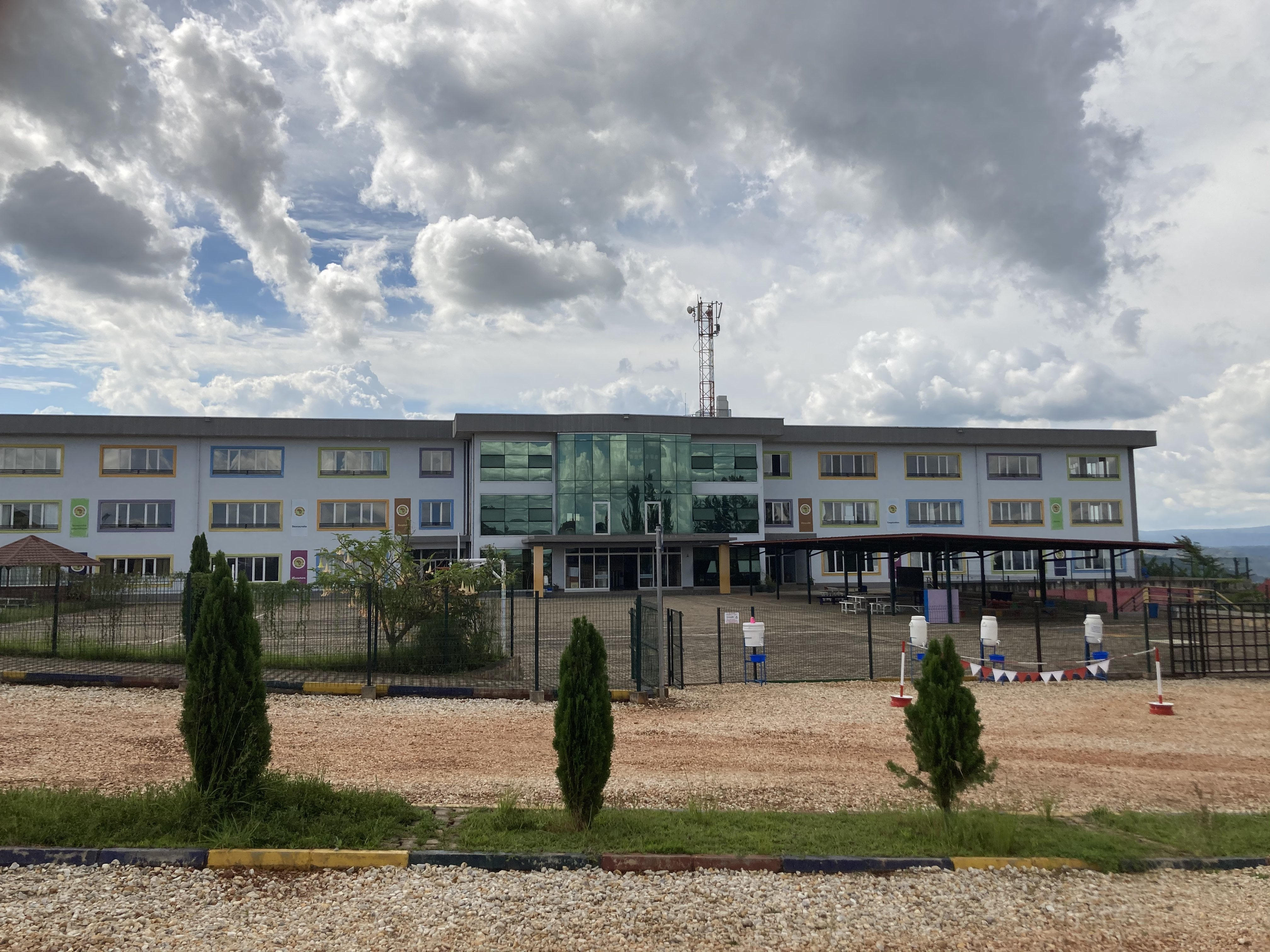
École Belge de Kigali

Zudem liegen in Gisozi die Université Libre de Kigali (ULK) und die internationale Schule École Belge de Kigali.